# Eucatagma
Eucatagma é um gênero de mariposa pertencente à família Acrolepiidae.